# Soritidae
Soritidae es una familia de foraminíferos bentónicos de la superfamilia Soritoidea, del suborden Miliolina y del orden Miliolida. Su rango cronoestratigráfico abarca desde el Cenomaniense (Cretácico superior) hasta la Actualidad.

## Clasificación
Soritidae incluye a las siguientes subfamilias y géneros:
- Subfamilia Praerhapydionininae
  - Cycledomia †
  - Edomia †
  - Globoreticulina †
  - Lamarmorella †
  - Murgella †
  - Praerhapydionina †
  - Pseudorhapydionina †
  - Pseudorhipidionina †
  - Scandonea †
  - Taberina †
- Subfamilia Archaiasinae
  - Androsina
  - Archaias
  - Cycloputeolina
  - Cyclorbiculina
  - Cyclorbiculinoides †
  - Helenis
  - Miosorites
  - Orbiculina
  - Parasorites
- Subfamilia Soritinae
  - Amphisorus
  - Marginopora
  - Orbitolites †
  - Praesorites
  - Sorites
  - Yaberinella †
- Subfamilia Opertorbitolitinae
  - Opertorbitolites †
  - Somalina †
- Subfamilia Fusarchaiasinae
  - Fusarchaias †

Otra subfamilia considerada en Soritidae es:
- Subfamilia Jaliscellinae
  - Jaliscella

Otro género considerado en Soritidae, pero tradicionalmente asignado a otra familia, es:
- Broeckina †, antes en la Familia Meandropsinidae

Otros géneros considerados en Soritidae son:
- Asterosomalina † de la subfamilia Opertorbitolitinae, aceptado como Somalina
- Bradyella de la subfamilia Soritinae, aceptado como Amphisorus
- Cyclopertorbitolites de la subfamilia Soritinae
- Discolites de la subfamilia Soritinae, aceptado como Orbitolites
- Discolithus † de la subfamilia Soritinae, de estatus incierto, considerado sinónimo posterior de Orbitolites
- Globoflarina de la subfamilia Archaiasinae
- Ilotes de la subfamilia Archaiasinae, aceptado como Archaias
- Mandanella † de la subfamilia Praerhapydionininae, de posición taxonómica incierta
- Mardinella de la subfamilia Soritinae
- Nemophora de la subfamilia Archaiasinae, aceptado como Archaias
- Orbitulites † de la subfamilia Soritinae, de estatus incierto, considerado sinónimo posterior de Orbitolites
- Ouladnailla † de la subfamilia Praerhapydionininae, aceptado como Pseudorhapydionina
- Puteolina de la subfamilia Fusarchaiasinae, considerado como sinónimo posterior de Laevipeneroplis
- Taramellina de la subfamilia Soritinae, aceptado como Sorites
- Puteolus de la subfamilia Fusarchaiasinae, sustituido por Puteolina

Otros géneros de Soritidae no asignados a ninguna subfamilia son:
- Androsinopsis
- Annulosorites
- Miarchaias
- Neorhipidionina
- Neotaberina
- Praearchaias
- Pseudotaberina
- Rhabdorites, de posición taxonómica incierta
- Zekritia